# Phoebe nivea
Phoebe nivea är en skalbaggsart som beskrevs av Lacordaire 1872. Phoebe nivea ingår i släktet Phoebe och familjen långhorningar. Inga underarter finns listade i Catalogue of Life.